# Tachlovice
Tachlovice là một làng thuộc huyện Praha-západ, vùng Středočeský, Cộng hòa Séc.